# Nyköping
Nyköping és la ciutat capital del comtat de Södermanland, al centre de Suècia. És també la seu administrativa del municipi de Nyköping. Té una població de 29.891 en el seu nucli urbà i de 52.435 en el seu terme municipal. La vila està situada a la vora de la mar Bàltica, a la desembocadura del riu Nyköping, a prop de l'aeroport d'Estocolm-Svasta.

## Fills il·lustres
- Birgit Cullberg (1908-1999) ballarina coreògrafa.

## Història
Hi ha proves que demostren que l'àrea estava habitada ja al voltant del 2000 aC. A l'edat medieval, Nyköping esdevingué la capital d'un dels molts regnes de Suècia. El segle xiii es construí l'emblema de la ciutat, el Castell de Nyköping, que es convertí en la fortalesa més poderosa del país, i on el 1288 fou empresonat Valdemar Birgersson.
El segle XVI el duc Carles hi establí la seva residència. Aquest (Carles IX de Suècia) acabaria esdevenint rei. Amb l'estatus de residència reial, Nyköping arribà al seu punt àlgid.
El 1665, gran part de la ciutat, inclosa la fortalesa, fou danyada per un terrible incendi. Un altre contratemps fou sofert el 1719, amb la invasió russa.
Nyköping fou industrialitzada aviat respecte a la resta de Suècia. Amb la implantació de la indústria tèxtil a la vila durant la primera part del segle xix el nombre d'habitants augmentà ràpidament.

## Galeria d'imatges

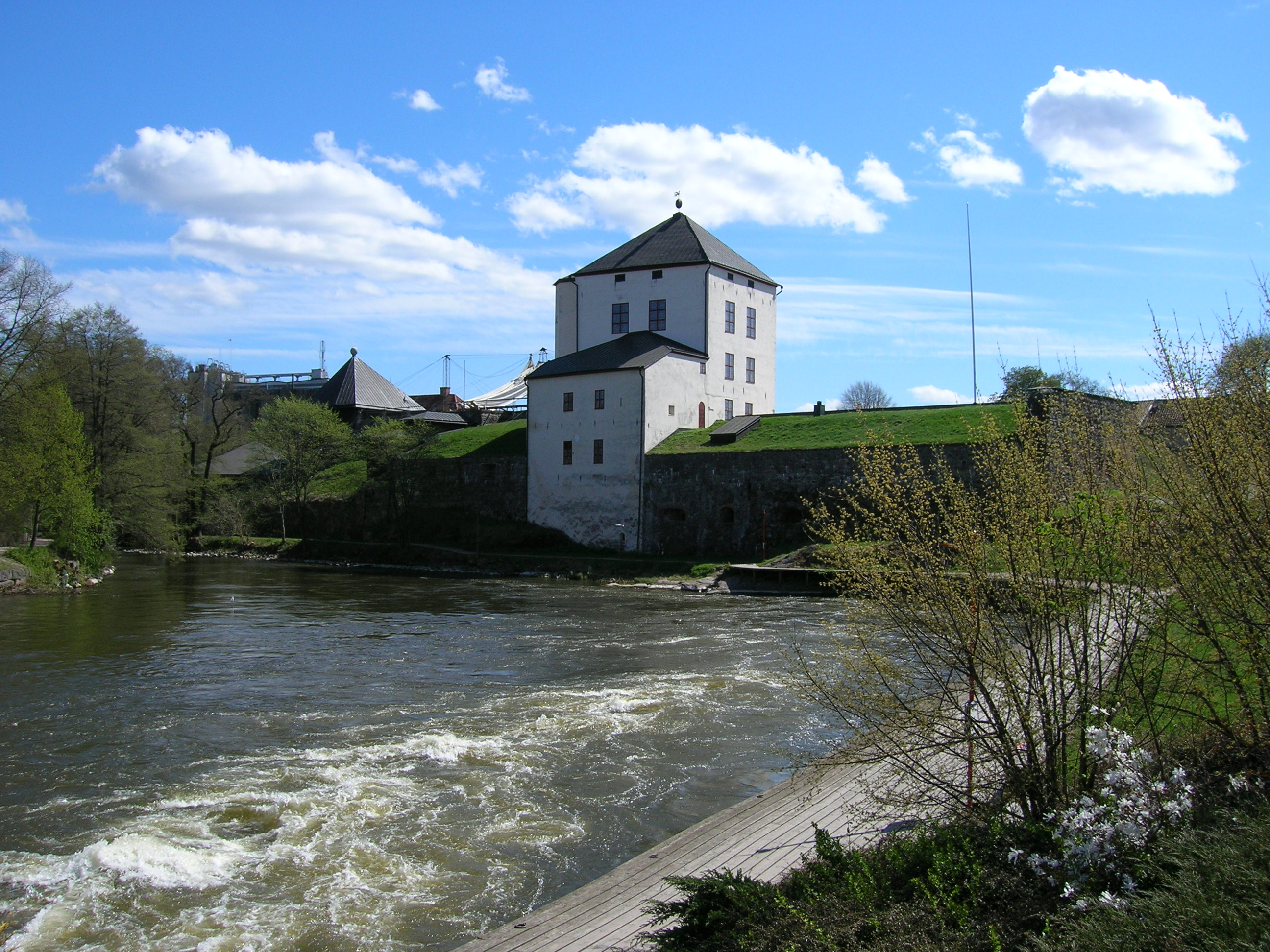
El castell de Nyköping
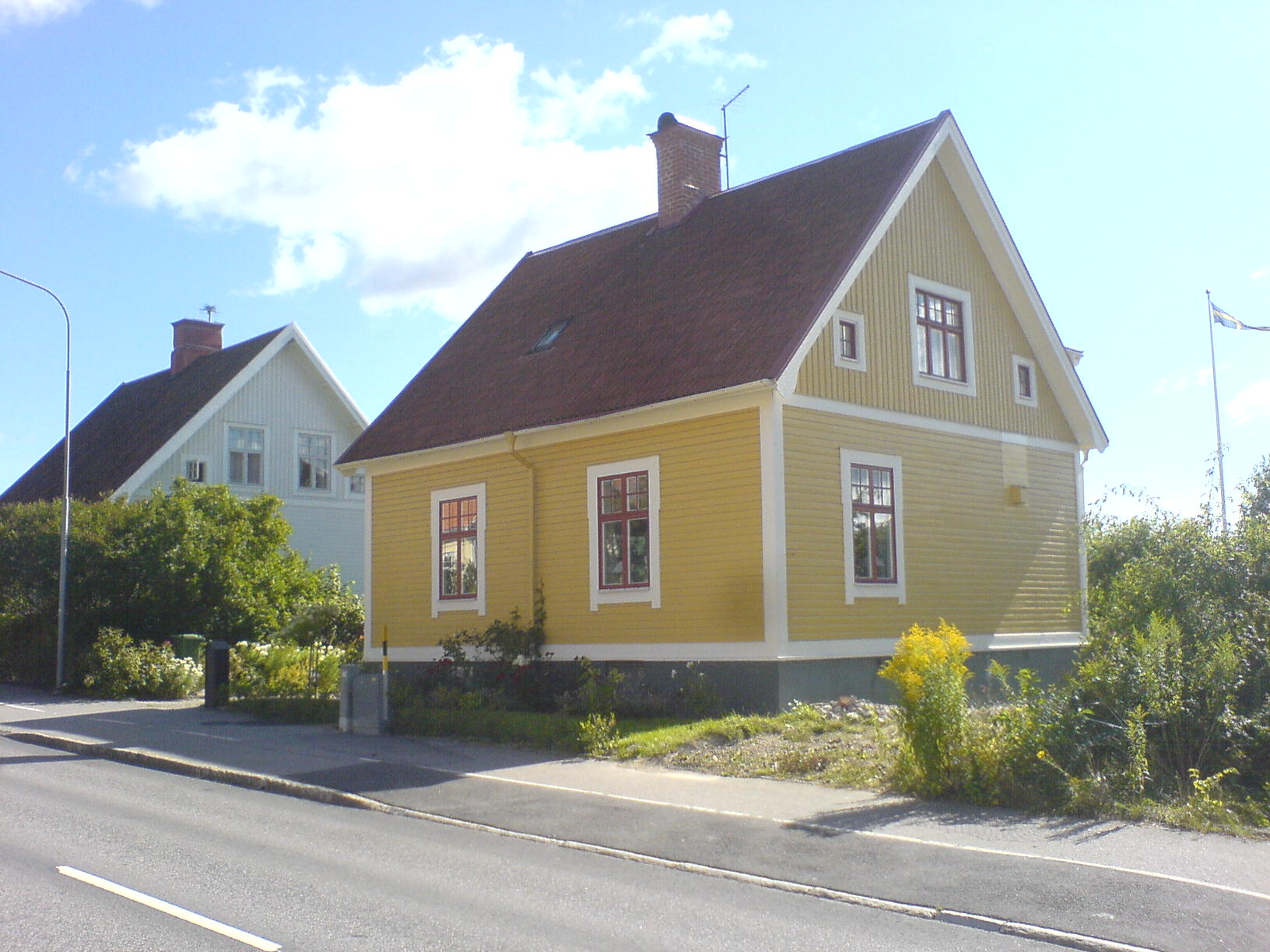
Àrea residencial
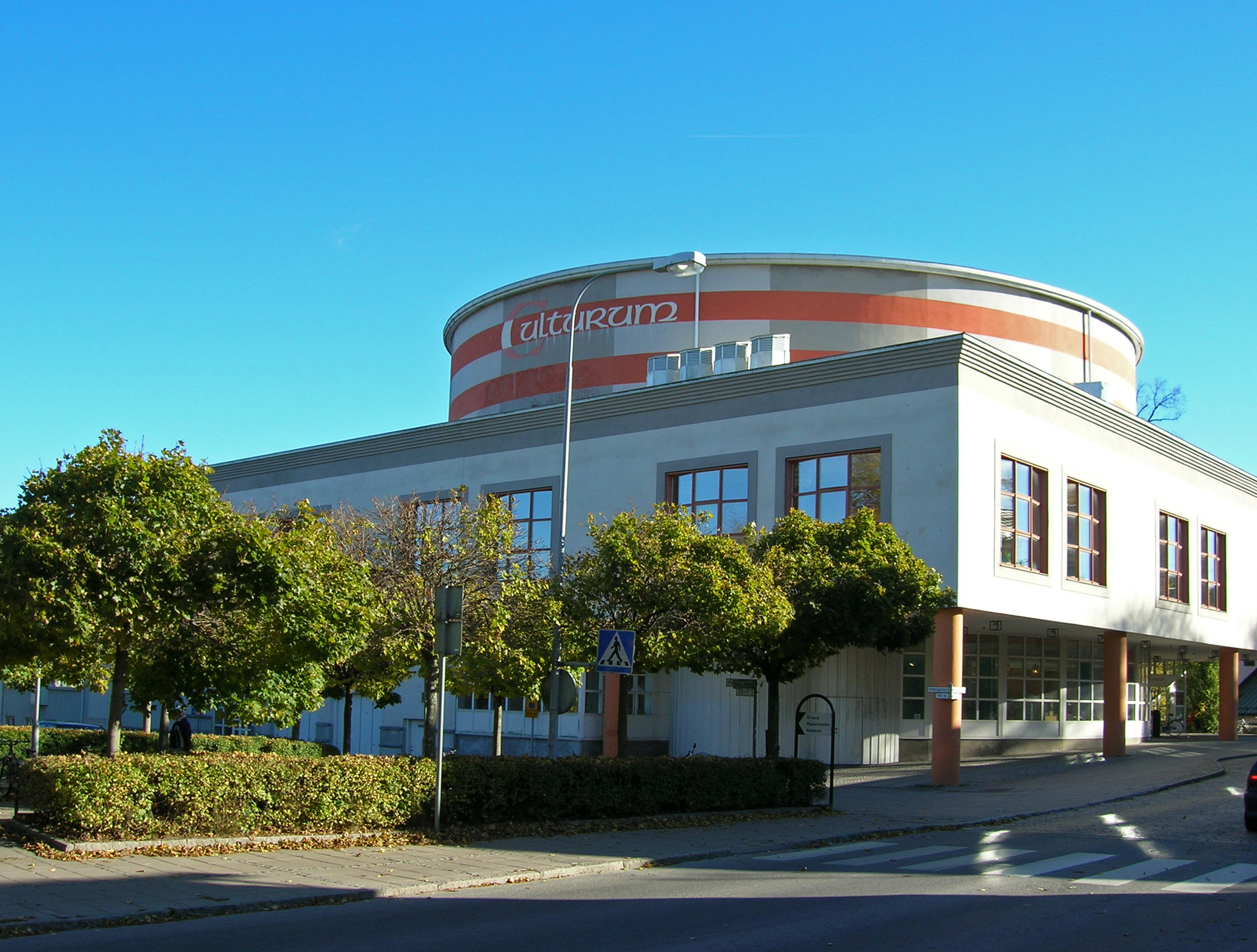
Biblioteca i centre cultural

## Ciutats agermanades
- Iisalmi, Finlàndia
- Lauf an der Pegnitz, Alemanya
- Nottoden, Noruega
- Vyborg, Rússia